# Teinobasis filum
Teinobasis filum – gatunek ważki z rodziny łątkowatych (Coenagrionidae).